# 이목희
이목희(李穆熙, 1953년 9월 10일~)는 대한민국의 제17·19대 국회의원이다.

## 학력
- 함창국민학교 졸업
- 상주중학교 졸업
- 김천고등학교 졸업
- 서울대학교 무역학과 경제학 학사

## 경력
- 1977. 10.~1979. 1. 국제경제연구원 연구원
- 1988. 6.~1996. 4. 한국노동연구소 소장
- 1998. 6.~2000. 2. 노사정위원회 상무위원, 기획위원
- 2000. 3.~2000. 9. 새천년민주당 김대중 총재 특별보좌역
- 2001. 3.~2001. 9. 대우자동차 희망센터 이사장
- 2001 민주화운동 유공자 선정
- 2002. 9.~2002. 12. 노무현 대통령후보 특별보좌역
- 2003. 1.~2003. 2. 대통령직인수위원회 자문위원
- 2004. 5.~2008. 5. 제17대 국회의원(서울 금천구, 열린우리당, 초선)
- 2004. 7.~2006. 2. 열린우리당 제5정책조정위원회 위원장
- 2006. 7.~2007. 2. 열린우리당 전략기획위원회 위원장
- 2007. 8.~2007. 9. 대통합민주신당 국민경선위원회 집행위원장
- 2007. 10.~2007. 12. 대통합민주신당 선거대책위원회 정책기획본부장
- 2007. 12.~2008. 1. 대통합민주신당 당쇄신위원회 위원
- 2010. 1.~2010. 10. 민주당 대외협력위원회 위원장
- 2011. 1. 민주당 비정규직특별위원회 위원
- 2011. 2. 민주당 저출산고령화대책특별위원회 위원
- 2011. 7. 민주당 야권통합특별위원회 위원
- 2011. 8. 민주당 보편적복지특별위원회 위원
- 2012. 5.~2016. 5. 제19대 국회의원(서울 금천구, 민주통합당, 재선)
  - 2012. 7.~2014. 5. 제19대 국회 보건복지위원회 간사
  - 2014. 6.~2016. 5. 제19대 국회 후반기 보건복지위원회 위원
- 2012~2012. 12. 제18대 대통령 선거 민주통합당 문재인 후보 선거대책위원회 기획본부장
- 2015. 12.~2016. 5. 새정치민주연합→더불어민주당 정책위원회 의장
- 2018. 4.~2020. 2. 대통령직속 일자리위원회 부위원장

## 역대 선거 결과
|  | 20.39% |

|  | 42.49% |

|  | 43.55% |

|  | 52.68% |

## 소속 정당
| 소속 정당 | 소속 정당      | 소속 기간 | 비고      |
| --------- | -------------- | --------- | --------- |
|           | 새천년민주당   | 2002~2003 | 정계 입문 |
|           | 무소속         | 2003      | 탈당      |
|           | 열린우리당     | 2003~2007 | 창당      |
|           | 무소속         | 2007      | 탈당      |
|           | 대통합민주신당 | 2007~2008 | 합당      |
|           | 통합민주당     | 2008      | 합당      |
|           | 민주당         | 2008~2011 | 당명 변경 |
|           | 민주통합당     | 2011~2013 | 합당      |
|           | 민주당         | 2013~2014 | 당명 변경 |
|           | 새정치민주연합 | 2014~2015 | 합당      |
|           | 더불어민주당   | 2015~현재 | 당명 변경 |

## 가족 관계
- 배우자: 윤정숙 녹색전환연구소(이사)
- 자녀: 1남
- 동생: 이윤희(현 더불어민주당 경상북도당 상주시·문경시 지역위원회 위원장)

## 같이 보기
- 금천구 (선거구)
- 서울 금천구의 국회의원